# وارتنبرگ (برلین)
وارتنبرگ (به آلمانی: Berlin-Wartenberg) یک منطقهٔ مسکونی در آلمان است که در لیشتنبرگ واقع شده‌است. وارتنبرگ ۲٬۴۳۳ نفر جمعیت دارد.

## نگارخانه

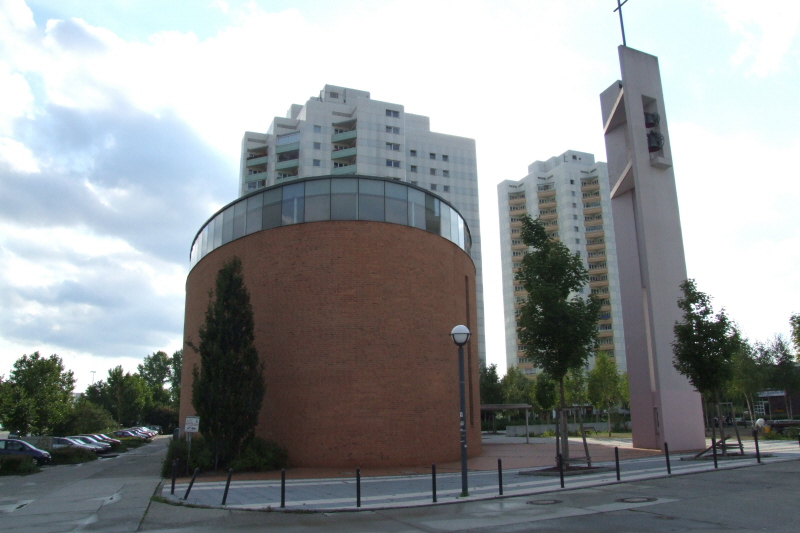
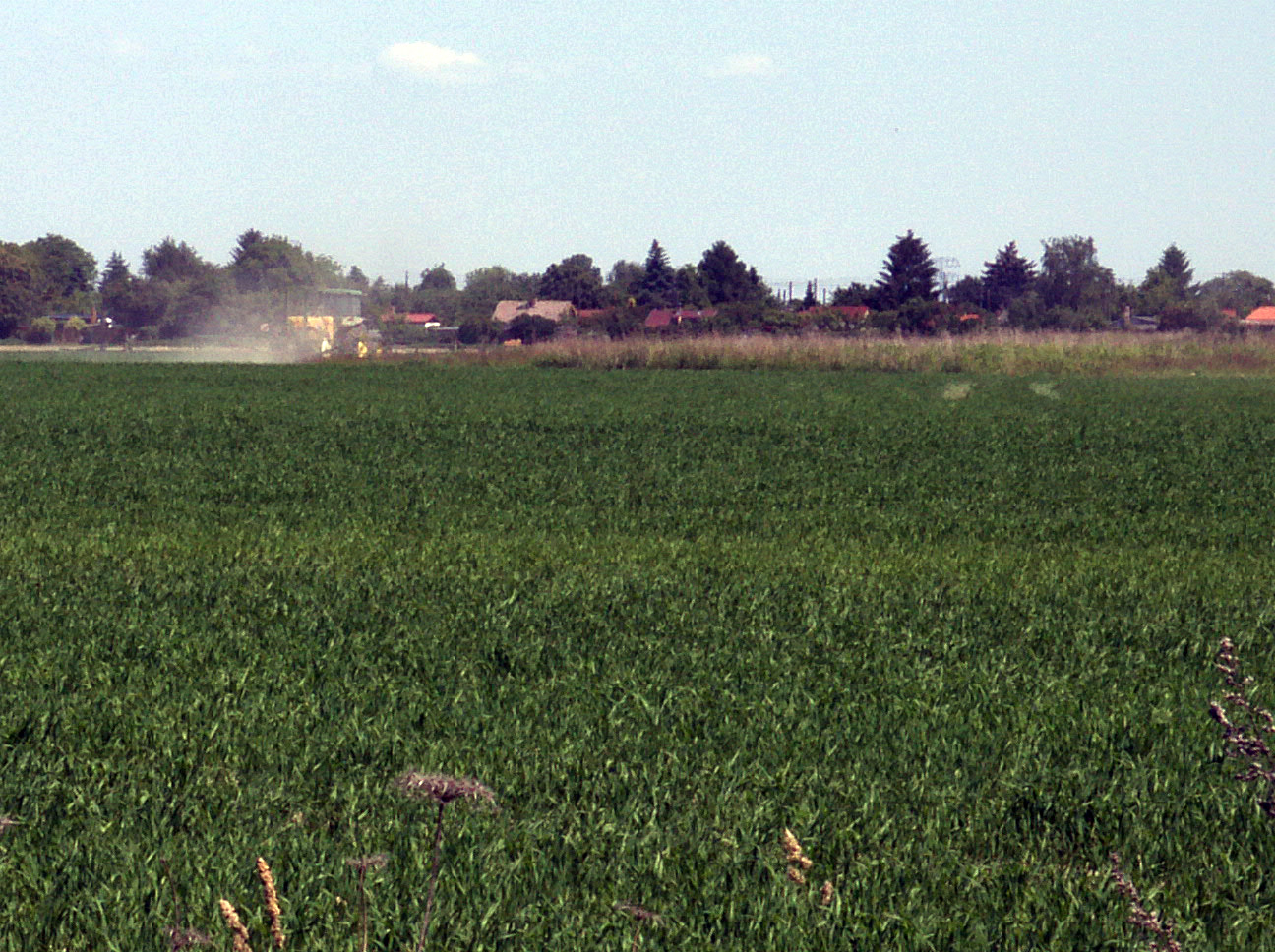